# Кестхей
Ке́стхей (угор. Keszthely [ˈkɛsthɛj]) — місто в південно-західній Угорщині, розташоване в південно-західній частині озера Балатон. Найстаріше з міст по берегах озера.
Населення Кестхея за даними на 1 січня 2014 рік — 20 215 чол.

## Географія
Місто розташоване приблизно за 190 км на південний захід від Будапешта. 

### Клімат
Місто знаходиться у зоні, котра характеризується вологим континентальним кліматом з теплим літом. Найтепліший місяць — липень із середньою температурою 22.2 °C (72 °F). Найхолодніший місяць — січень, із середньою температурою -2.8 °С (27 °F).
| Клімат Кестхея          | Клімат Кестхея | Клімат Кестхея | Клімат Кестхея | Клімат Кестхея | Клімат Кестхея | Клімат Кестхея | Клімат Кестхея | Клімат Кестхея | Клімат Кестхея | Клімат Кестхея | Клімат Кестхея | Клімат Кестхея | Клімат Кестхея |
| Показник                | Січ.           | Лют.           | Бер.           | Квіт.          | Трав.          | Черв.          | Лип.           | Серп.          | Вер.           | Жовт.          | Лист.          | Груд.          | Рік            |
| Абсолютний максимум, °C | 8              | 13             | 17             | 26             | 30             | 30             | 35             | 37             | 30             | 26             | 13             | 11             | 37             |
| Середній максимум, °C   | 0              | 2              | 9              | 15             | 20             | 25             | 28             | 27             | 22             | 17             | 7              | 2              | 15             |
| Середня температура, °C | −2             | −1             | 5              | 11             | 15             | 20             | 22             | 21             | 17             | 12             | 4              | 0              | 10             |
| Середній мінімум, °C    | −5             | −5             | 1              | 7              | 10             | 15             | 16             | 15             | 12             | 8              | 1              | −1             | 6              |
| Абсолютний мінімум, °C  | −18            | −15            | −7             | 0              | −1             | 7              | 11             | 8              | 2              | 1              | −6             | −7             | −18            |
| Норма опадів, мм        | 50             | 10             | 20             | 40             | 70             | 80             | 40             | 20             | 50             | 20             | 10             | 20             | 490            |
| Днів з дощем            | 6              | 0              | 2              | 5              | 7              | 8              | 3              | 2              | 5              | 2              | 3              | 2              | 51             |
| Вологість повітря, %    | 82             | 78             | 72             | 62             | 67             | 70             | 64             | 64             | 69             | 77             | 76             | 86             | 72             |
| ----------------------- | -------------- | -------------- | -------------- | -------------- | -------------- | -------------- | -------------- | -------------- | -------------- | -------------- | -------------- | -------------- | -------------- |
| Джерело: Weatherbase    |                |                |                |                |                |                |                |                |                |                |                |                |                |

## Історія

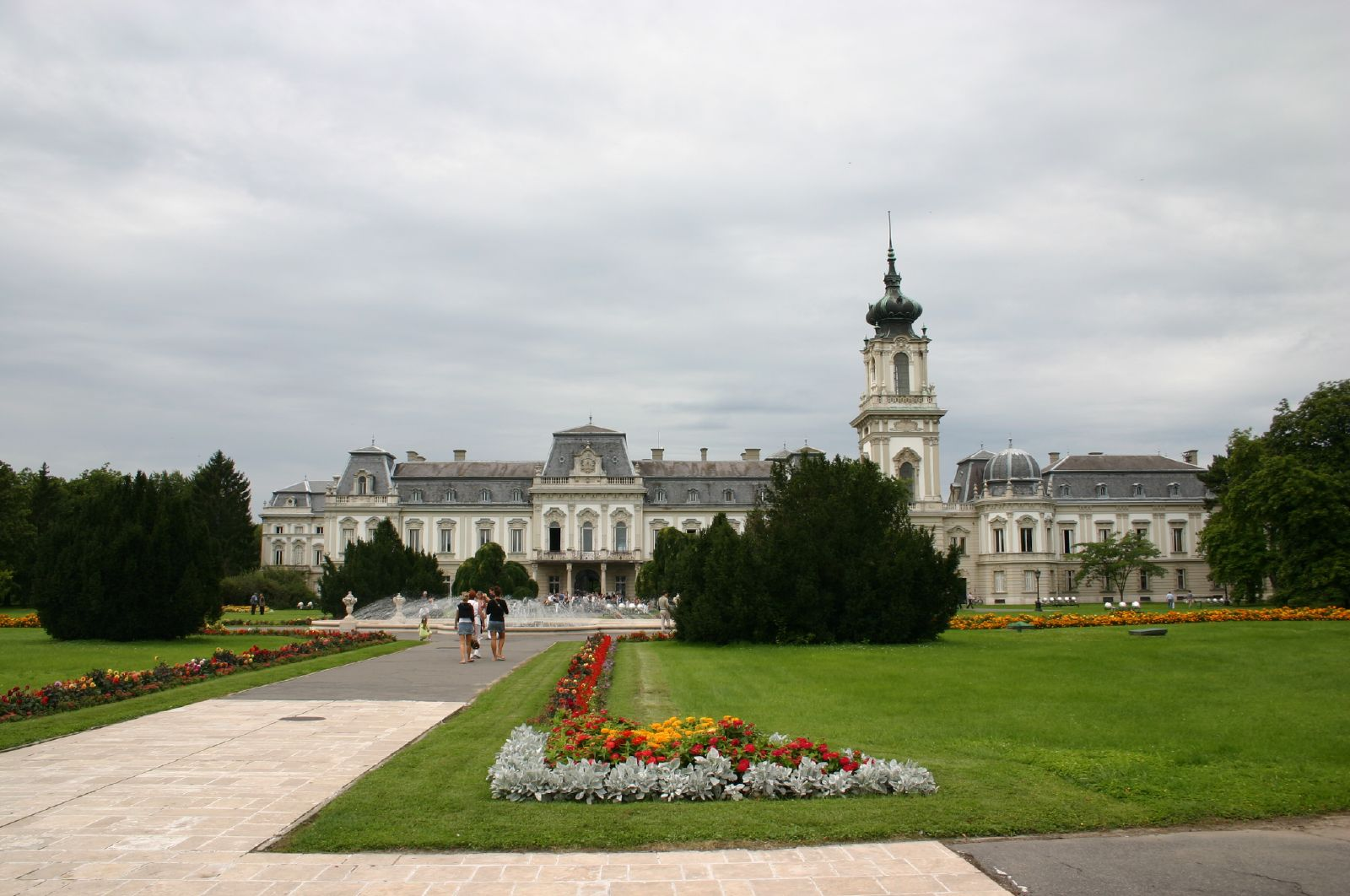
Палац Фештетичів

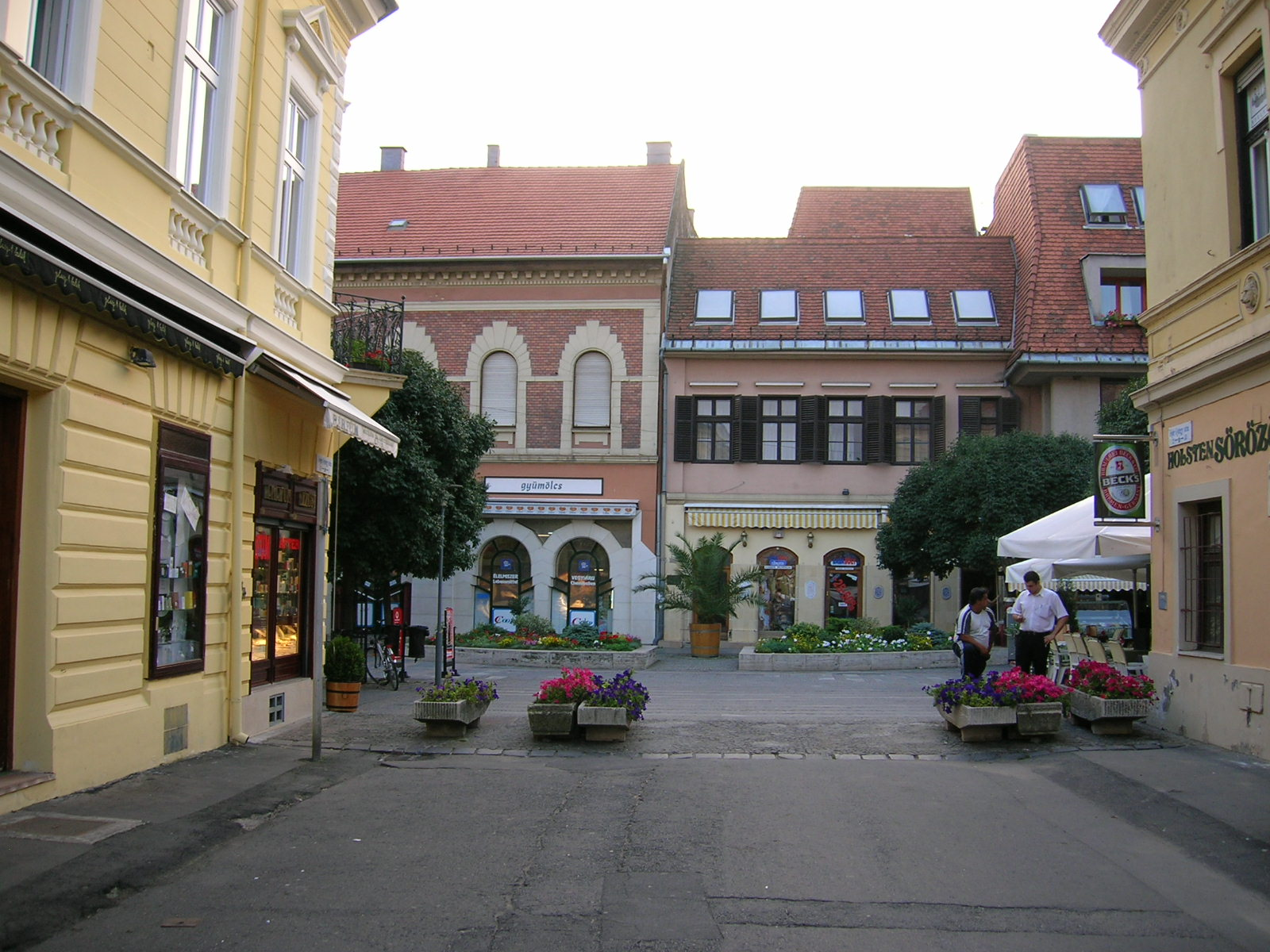
Центр міста

Перша згадка про місто припадає на 1247 рік, проте римське поселення існувало на цьому місці вже на початку нашої ери. 1421 року Кестхей отримав права міста. 1386 року в місті була побудована францисканська церква, що добре збереглася, попри неодноразові перебудови до наших днів. В XVIII столітті, після вигнання турків в Кестхеї, як і в інших угорських містах, розгорнулося масштабне будівництво садиб і церков, головним чином в стилі бароко. 1745 року зведено палац Фештетичів, що став головною визначною пам'яткою міста.

## Населення
Станом на 1 січня 2014 року чисельність населення Кестхея налічує — 20 215 осіб.

## Транспорт
Через місто проходять залізниця та автомобільна дорога, що йдуть уздовж всього північного берега озера. Час в дорозі на поїзді до Будапешта близько 3 годин. На автобусі від автостанції Кестхея до автовокзалу Неплігет в Будапешті можна дістатися за 2,5 години.
У місті є пристань, на якій швартуються як прогулянкові судна, так і судна, які виконують регулярні рейси озером.

## Цікавинки
- Палац Фештетичів — одна з найбільших угорських садиб. Споруджений в 1745 році, перебудований в 1887 році. Навколо садиби розбитий красивий парк.
- Міська ратуша. Знаходиться на центральній площі міста, чудовий зразок барокової архітектури XVIII століття.
- Колона св. Трійці . Споруджена в 1770 році, знаходиться в центрі головної площі.
- Церква францисканців. Побудована в 1386 році в стилі пізньої готики, у період турецького панування перетворена в фортецю, після вигнання турків була реставрована. Неодноразово перебудовувалася, в 1880 році до неї прибудована дзвіниця.
- Музей Георгікон. Знаходиться в неокласичному будинку 1797 року, експозиція розповідає про історію сільського господарства Угорщини.
- Музей озера Балатон. Присвячений флорі і фауні Балатону, а також Кіш-Балатону — заповіднику, який розташований поруч з містом.

## Міста-побратими
- Аланія, Туреччина
- Боппард, Німеччина (3 жовтня 1997)
- Гоф-ван-Твенте, Нідерланди
- Ланьцут, Республіка Польща
- Левоча, Словаччина
- Одоргею-Секуєск, Румунія
- Пиран, Словенія
- Старий Сонч, Республіка Польща
- Турнов, Чехія
- Ґміна Єнджеюв, Республіка Польща
- Ґміна Північна-Здруй, Республіка Польща